# Jaksur-Bogyja
Jaksur-Bogyja (oroszul: Якшур-Бодья, udmurt nyelven Якшур-Бӧдья) falu Oroszországban, Udmurtföldön, a Jaksur-bogyjai járás székhelye.
Lakossága: 7252 fő (a 2010. évi népszámláláskor).
Udmurtföld központi részén, Izsevszktől kb. 40 km-re északra, a Glazov felé vezető országút mentén fekszik. 

## Története
1682-ben Bogyja udmurt nemzetség alapította a (mai nevén:) Jaksurka folyó mentén. Neve írott forrásban először 1716-ban szerepel, az összeírás megemlíti, hogy 1710-ben a településnek 12 udvara volt. 1824-ben I. Sándor orosz cár látogatást tett Izsevszkben. A cári vizit előkészítéseként a parasztokkal rendbehozatták és kiszélesíttették a faluból Izsevszkbe vezető erdei utat.
1861-ben felszentelték az első fatemplomot. A szovjet időszakban hivataloknak helyet adó épület az 1980-as években leégett. A település mai templomát új helyen építették és 1999-ben szentelték fel. 2007-ben helyrehozták és átadták a falut régi nevezetességét, a mesterséges tavat. 
A helytörténeti múzeumot 1981-ben nyitották meg, jelentős néprajzi és numizmatikai gyűjteménye van.